# 吳開圻
吳開圻，陝西省寧夏府寧朔縣（今寧夏回族自治區銀川市）人，清朝軍事將領、進士及第。
康熙二十七年，登一甲三名武進士（武探花），后官至雲南元江副將。有子吳進義。